# Dr. Theodor Körner Schulen

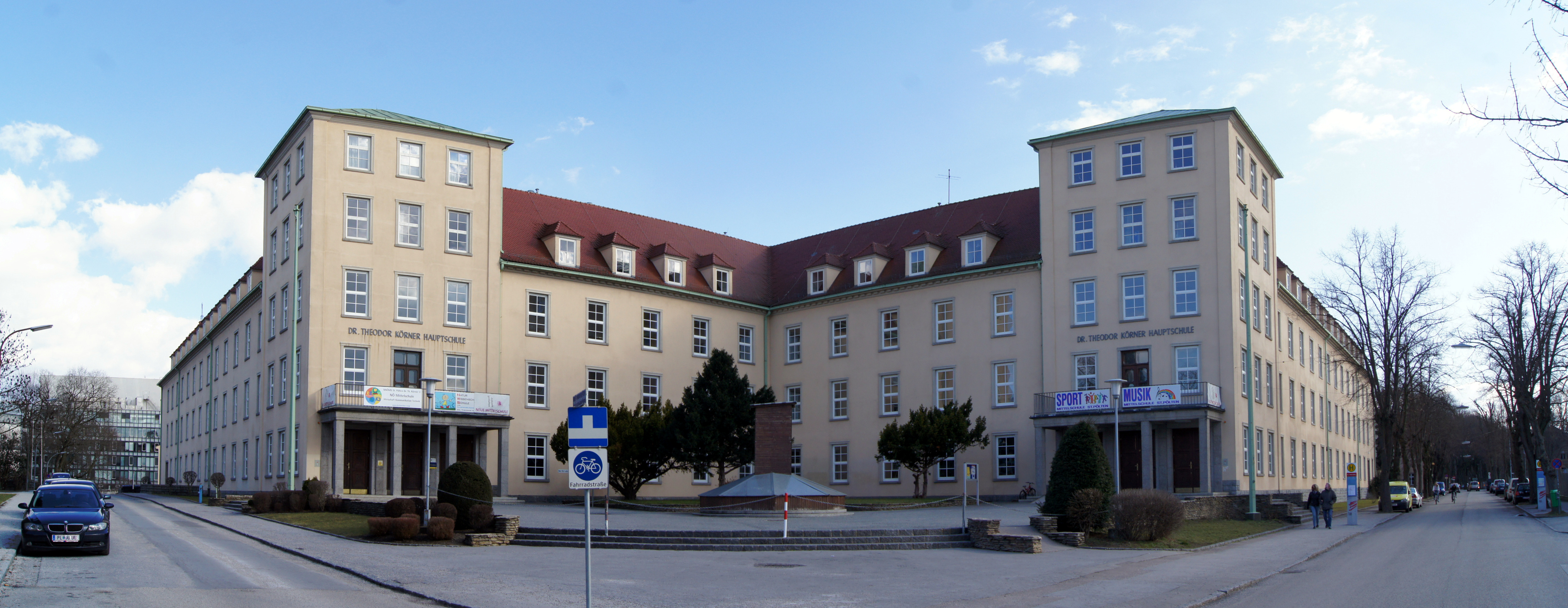
Dr. Theodor Körner Schule

Die Dr. Theodor Körner Schulen (teils auch Dr. Theodor Körner Hauptschulen oder Dr. Theodor Körner Neue Mittelschulen) sind vier neue Mittelschulen in St. Pölten. Sie sind in einem denkmalgeschützten Gebäude untergebracht.

## Geschichte
Auf dem Areal der ehemaligen Kattunfabrik St. Pölten wurde an der Ecke Hans-Schickelgruber-Straße und Johann-Gasser-Straße nach Plänen des Stadtbaudirektors Tassilo Lendenfeld von 1949 bis 1955 das heutige Schulgebäude errichtet und nach Theodor Körner, dem damaligen Bundespräsidenten, benannt. Obwohl ursprünglich ein großer, zentral gelegener Komplex mit Knabenhauptschule und Mädchenhauptschule errichtet werden sollte, war bald klar, dass vier organisatorisch unabhängige Schulen gleichen Typs in das Gebäude einziehen würden, die Dr. Theodor Körner Hauptschule I, Dr. Theodor Körner Hauptschule II, Dr. Theodor Körner Hauptschule III und Dr. Theodor Körner Hauptschule IV heißen sollten. Die Sportanlagen und Teile der schulischen Infrastruktur (Physiksaal usw.) wurden anfangs gemeinsam genutzt, im Laufe der Zeit und mit der Verkleinerung der Anzahl der Klassen wurde jede Schule immer besser ausgestattet, sodass heute vieles in vierfacher Ausführung vorhanden ist.

## Gebäude
Das Gebäude besteht aus zwei rechtwinklig am gemeinsamen Vorplatz liegenden Gebäudeteilen, turmartig erhöhten Ecktrakten sowie zwei langgezogenen Nebentrakten. In den Ecktrakten liegen die jeweiligen Eingänge zu den ursprünglich getrennten Knaben- und Mädchenschulen, darin befinden sich die Hauptstiegenhäuser mit Fresken von Maria Sturm an den Decken.

## Schulen
Um die Unterschiede der einzelnen Schulen besser hervorzuheben, entwickelten die Schulen im Rahmen der Schulautonomie unterschiedliche Schwerpunkte, sodass heute im Gebäude die Sportmittelschule St. Pölten mit einem Schwerpunkt in Sport und Gesundheit, die NÖ Musikmittelschule Dr. Theodor Körner II mit einem musikalischen und gesanglichen Schwerpunkt, die NNÖMS St. Pölten Dr. Th. Körner 3, mit dem Schwerpunkt Wirtschaft-Kommunikation-Technik und die NNÖMS Dr. Theodor Körner 4 mit einem naturwissenschaftlichen Schwerpunkt untergebracht sind.